# Ferricopiapita
La ferricopiapita o ferrocopiapita és un mineral de la classe dels sulfats, que pertany al grup de la copiapita. Anomenada així en al·lusió al membre del grup de la copiapita que presenta el ferro com a metall dominant.

## Classificació
Segons la classificació de Nickel-Strunz, la ferricopiapita pertany a «07.DB: Sulfats (selenats, etc.) amb anions addicionals, amb H₂O, amb cations de mida mitjana només; octaedres aïllats i unitats finites» juntament amb els següents minerals: aubertita, magnesioaubertita, svyazhinita, khademita, jurbanita, rostita, ortominasragrita, anortominasragrita, minasragrita, amarantita, bobjonesita, hohmannita, aluminocopiapita, metahohmannita, copiapita, calciocopiapita, cuprocopiapita, magnesiocopiapita i zincocopiapita.

## Característiques
La ferricopiapita és un sulfat de fórmula química Fe³⁺₀.₆₇Fe³⁺₄(SO₄)₆(OH)₂(H₂O)₁₄·6H₂O. Cristal·litza en el sistema triclínic. La seva duresa a l'escala de Mohs és 2,5 a 3. És difícil de distingir amb els altres membres del grup de la copiapita. És soluble en aigua.

## Formació i jaciments
S'ha trobat associada a coquimbita, goldichita, römerita, sofre natiu, halitrichita, voltaïta i parabutlerita. Ha estat descrita a l'Argentina, Austràlia, Bulgària, Xile, la Xina, Cuba, República Txeca, Alemanya, Hongria, Islàndia, Itàlia, Japó, Portugal, Romania, Sud-àfrica, Espanya, Regne Unit i els EUA. Als territoris de parla catalana ha estat descrita a la mina Elvira (Gavà, Baix Llobregat).